# Marble Arch (tunnelbanestation)
Marble Arch är en station i Londons tunnelbana i stadsdelen City of Westminster som öppnade år 1900. Den ligger mellan stationerna Lancaster Gate och Bond Street på linjen Central line. Stationen har fått sitt namn efter det närbelägna Marble Arch.

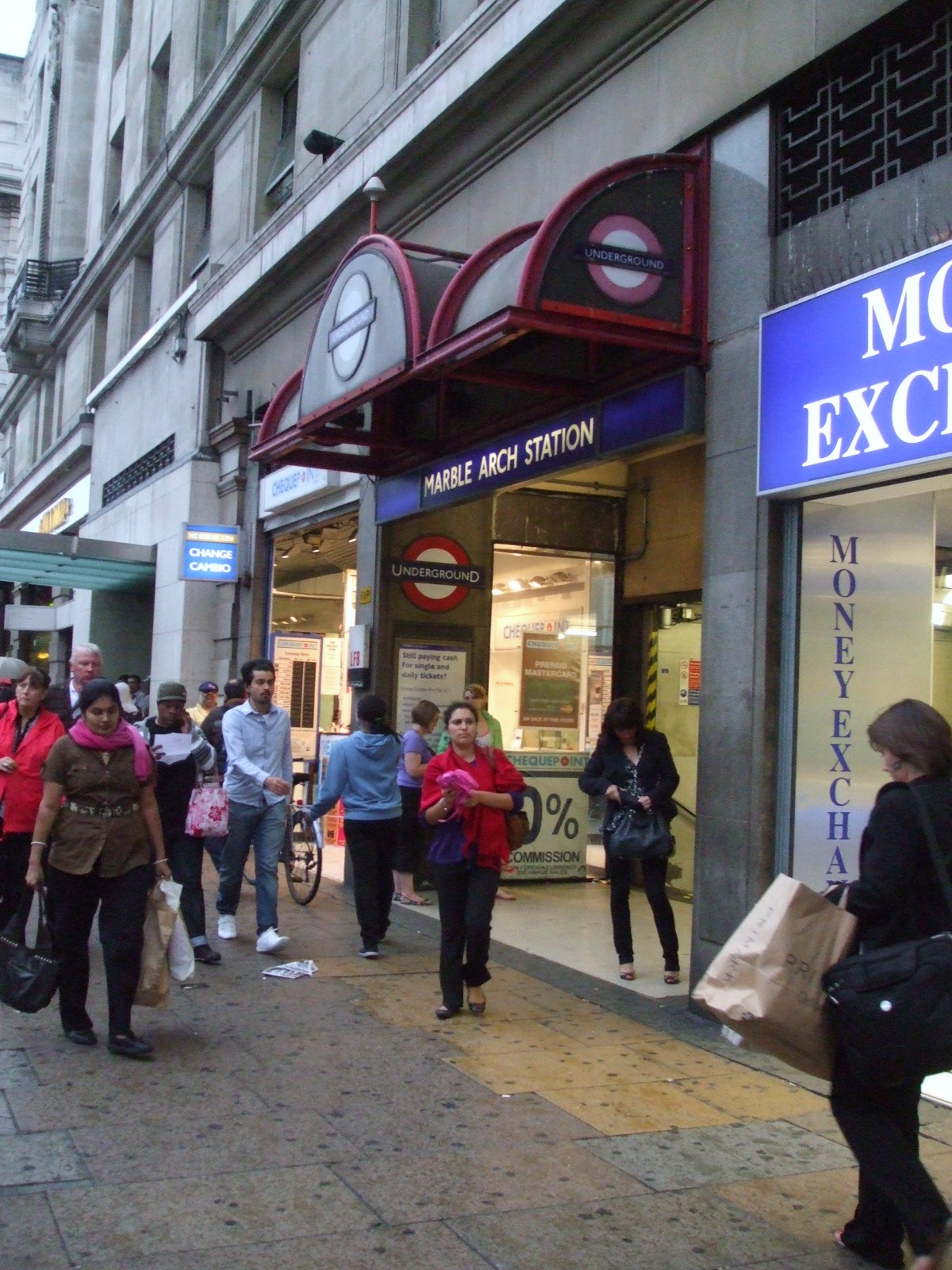
Entré
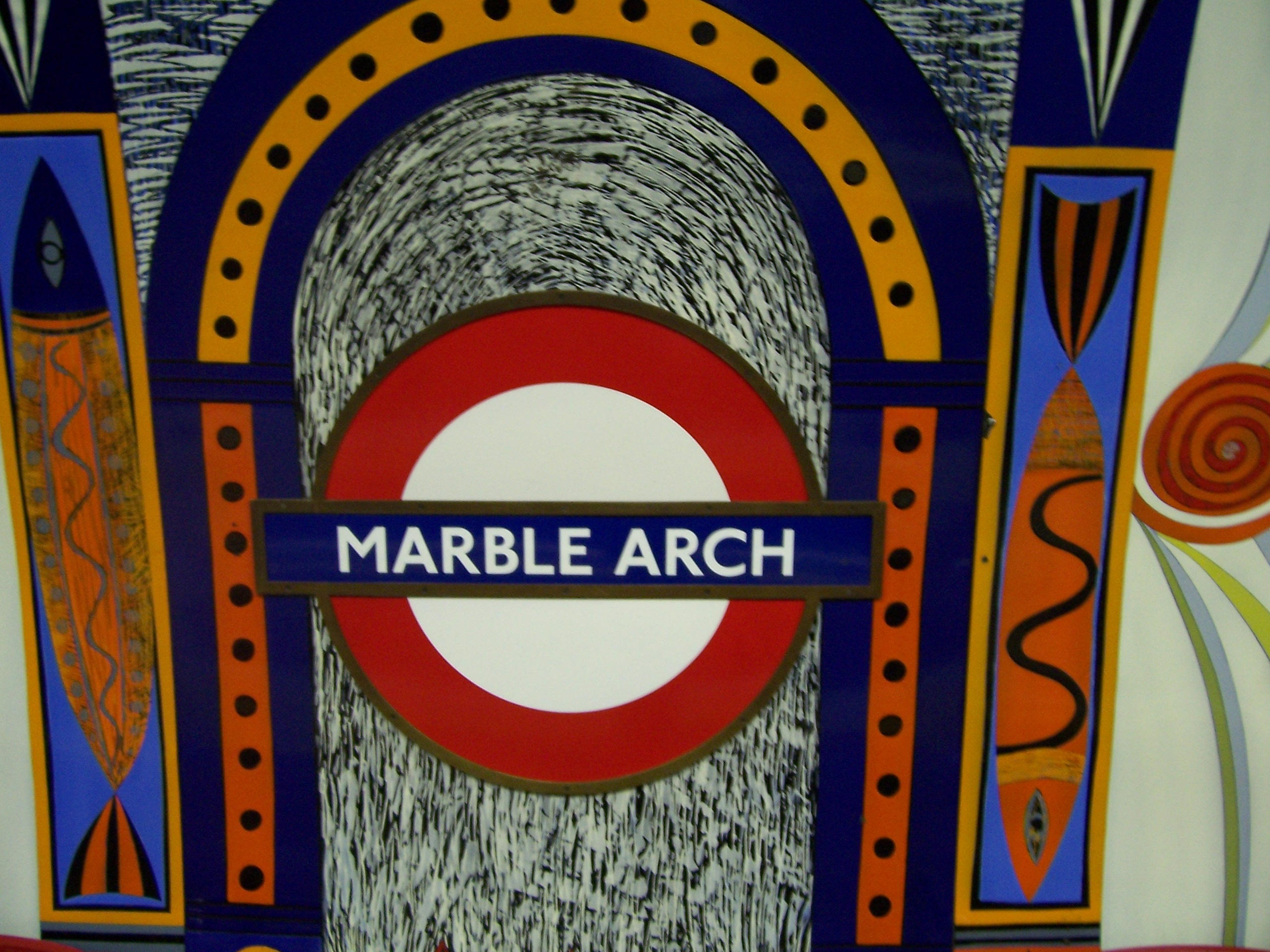
Konstnärlig utformning
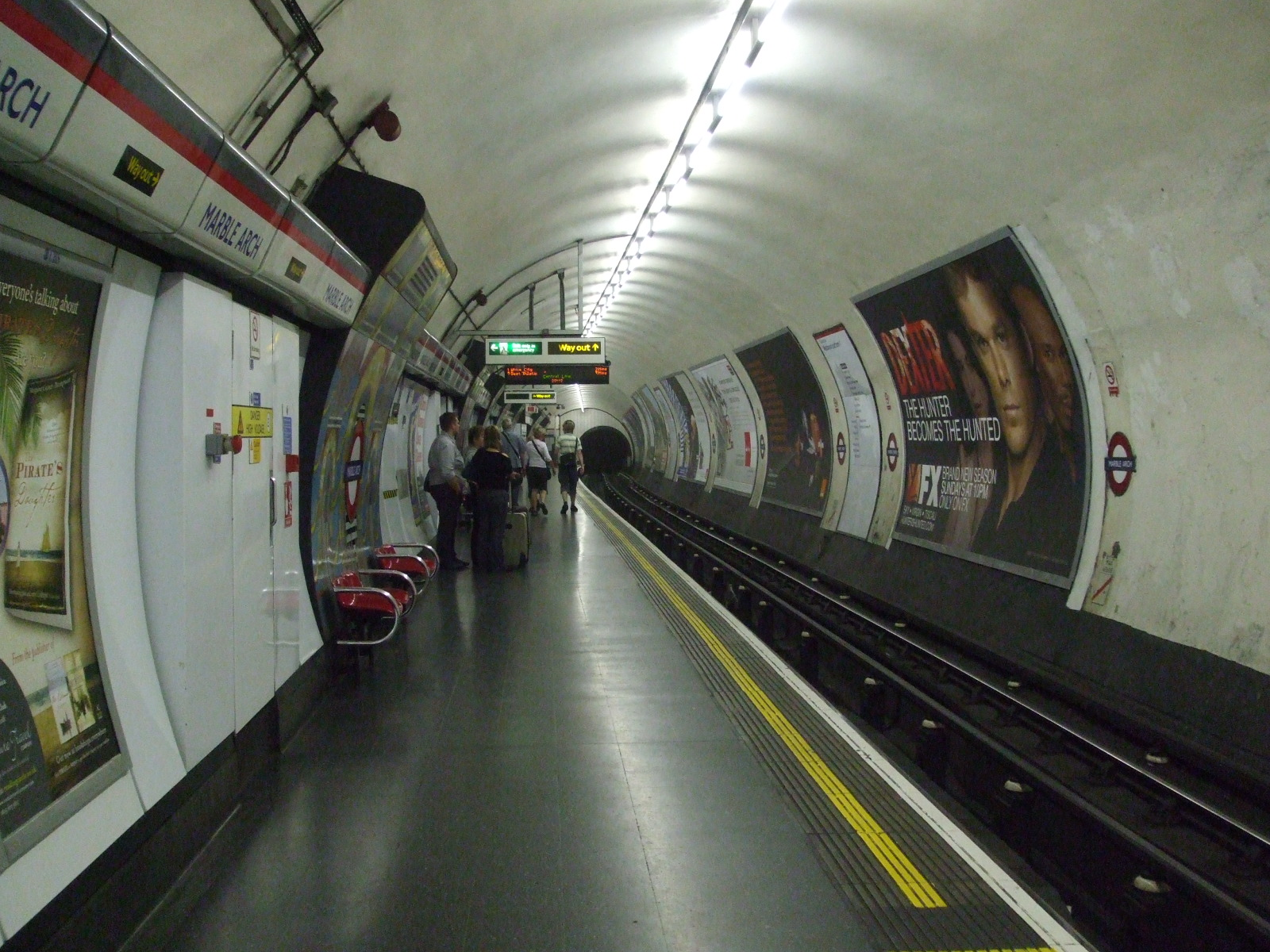
Perrong
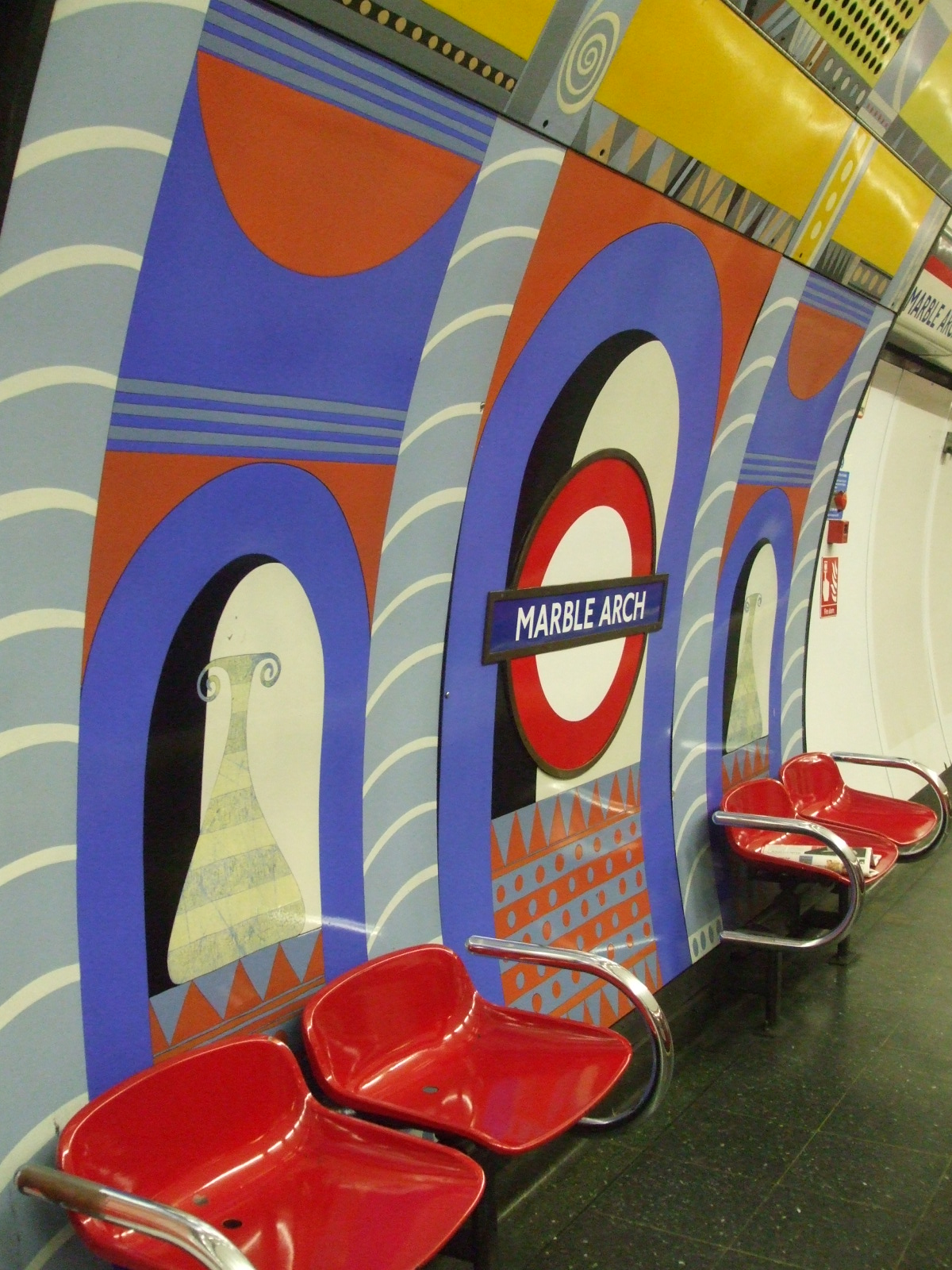
Mönstrade väggar